# Arriva RP

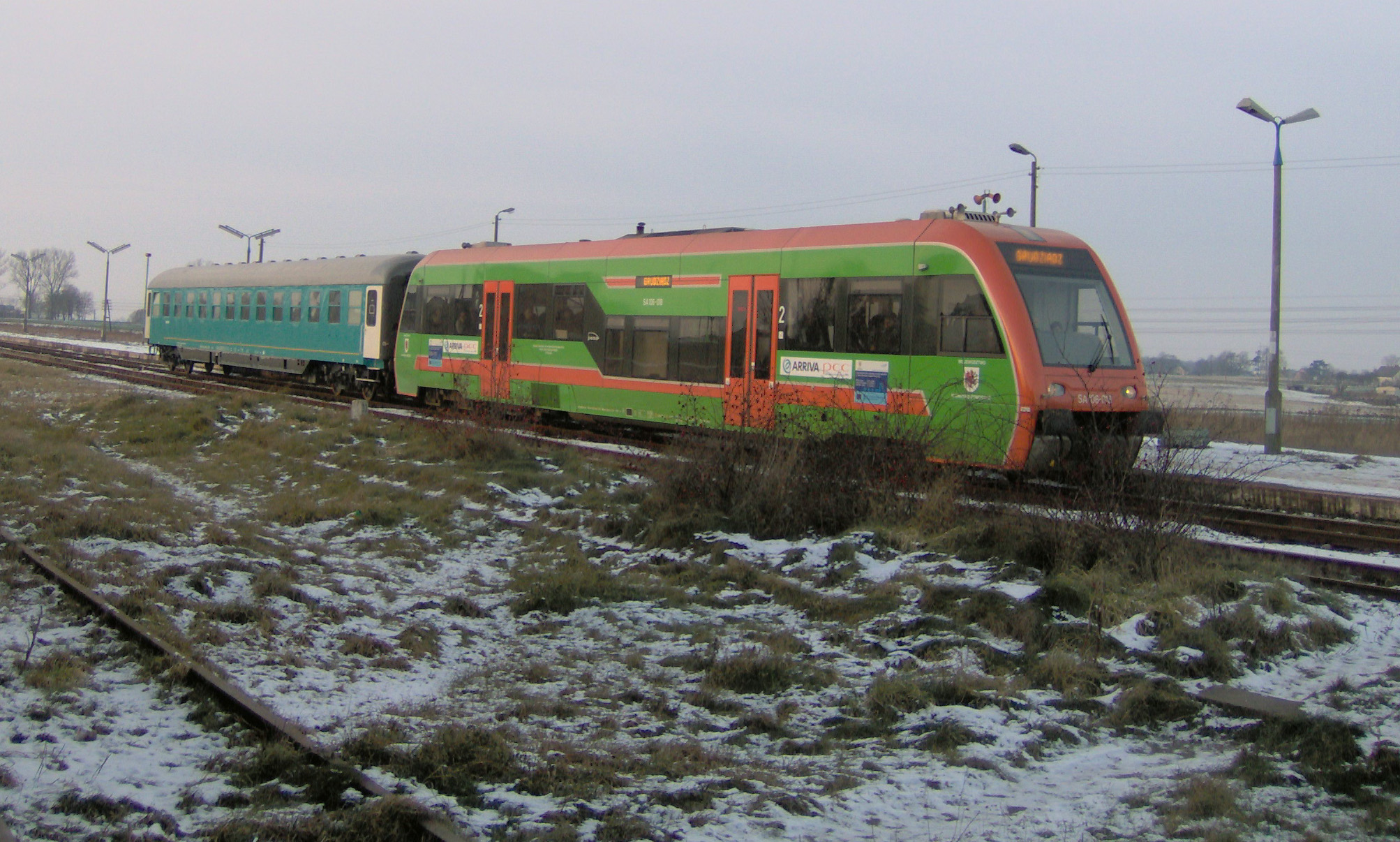
Ein Regionalzug der Arriva

Arriva RP Sp. z o.o. ist ein Unternehmen der Arriva PLC.
Ursprünglich war das Unternehmen als Arriva PCC Sp. z o.o. ein Joint-Venture-Unternehmen der britischen Arriva PLC und der deutsch-polnischen PCC Rail und das erste private Regionalbahnunternehmen in Polen.
Die Fahrzeughalterkennzeichnung ist APL.

## Verkehr
Die Gesellschaft ist im Schienenpersonennahverkehr in der polnischen Woiwodschaft Kujawien-Pommern tätig. Darüber hinaus werden einzelne Zugverbindungen über Woiwodschaftsgrenzen hinweg unter der Bezeichnung Multi Plaża angeboten.